# Francesco Coppola Castaldo

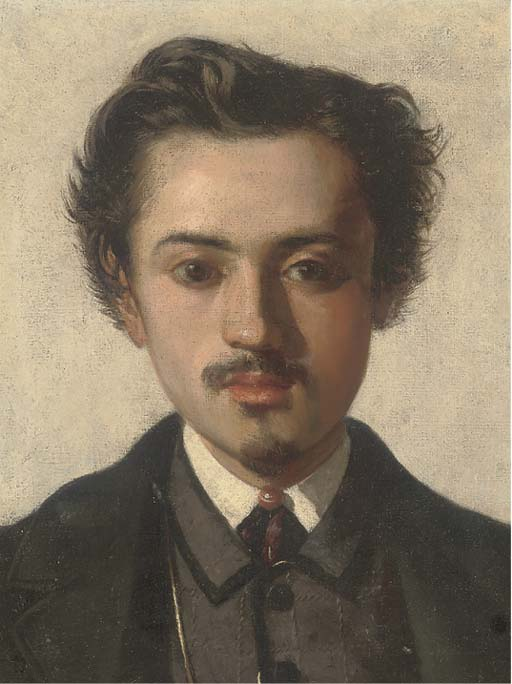
Ritratto del pittore Francesco Coppola Castaldo nel 1862

Francesco Coppola Castaldo (Napoli, 11 giugno 1847 – Napoli, 17 agosto 1916) è stato un pittore italiano.

## Biografia
Francesco Coppola Castaldo studiò all'Accademia di Belle Arti di Napoli, sotto la guida di Giuseppe Mancinelli e di Domenico Morelli dove ebbe come compagni Stanislao Sidoti e Gustavo Mancinelli, figlio del professore. Molto precoce e molto prolifico, esordì alla Promotrice "Salvator Rosa" di Napoli nel 1863, mantenendovi una partecipazione continua, fino alla mostra del 1911
Dipinse di preferenza ad olio, a gouache e a tempera e fu rinomato pittore di paesaggi . Insegnò pittura alla Regia Scuola Professionale Femminile e d'arti "Regina Margherita"  di Napoli e fu anche professore onorario all'Accademia dove aveva studiato. Le sue opere "Un boschetto", "Al declinare del giorno" e "Sulla riva del mare", esposte alle mostre della Promotrice del 1872, del 1877 e del 1881, furono acquistate da Vittorio Emanuele II e da Umberto I.
I soggetti preferiti del pittore erano vedute di Napoli e di zone limitrofe, scene campestri e più raramente scene a soggetto religioso, ispirate all'opera di Morelli di cui frequentò lo studio . Oltre alle mostre della Promotrice napoletana, espose a mostre a Genova, a Milano, a Torino, a Roma e a Firenze. Abitò in Napoli alla via Cavone 177
Nel 1870 partecipò - assieme ad altri pittori attivi a Napoli, tra cui Giuseppe Boschetto, Camillo Miola, Giuseppe De Nigris - alla German Gallery di New Bond Street a Londra, con due opere: "Una scena nei pressi di Napoli" e "Un Pomeriggio".
Secondo De Gubernatis espose anche al Salon di Parigi nel 1886 "Una marina al tramonto" e un suo dipinto Falde vesuviane fu premiato al Salon con medaglia d'oro ma di questo non si trovano tracce su altre pubblicazioni.
Fu un pittore molto produttivo e ha lasciato molti dipinti olio su tela ma anche tempera su tela o su carta.

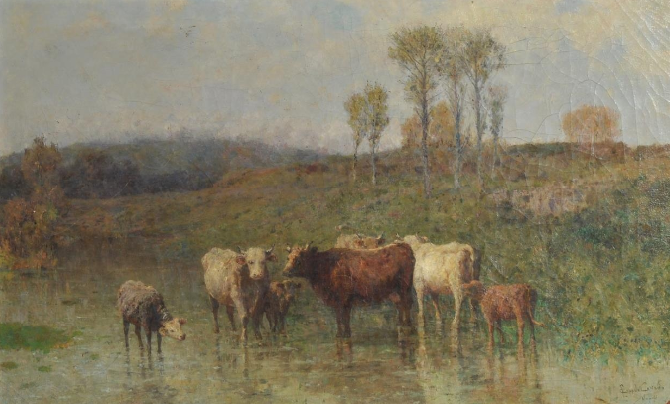

## Opere
- Paesaggio, 1863, Società Promotrice di Belle Arti Napoli
- Paludi presso Napoli, 1864, Società Promotrice di Belle Arti Napoli
- Il viggianese, 1864, Società Promotrice di Belle Arti Napoli
- Una reminiscenza, 1864, Società Promotrice di Belle Arti Napoli
- Una domenica al villaggio, 1867, Società Promotrice di Belle Arti Napoli
- San Francesco d'Assisi predica agli uccelli, 1870, Società Promotrice di Belle Arti Napoli
- Un boschetto, 1872 Società Promotrice di Belle Arti Napoli
- Campagna presso Napoli, 1873, Genova
- Interno della sagrestia di San Severino a Napoli, 1876, Milano
- Al declinare del giorno 1877
- Sull'imbrunire, 1880, Torino
- Marina di Napoli, 1880, Torino
- Sulla riva del mare, 1881
- L'Immacolatella, 1883, Roma
- Campagna napoletana, tempera, 1883, Roma
- L'arco di Sant'Eligio nella vecchia Napoli, 1884, Esposizione Generale Italiana Torino
- Falde vesuviane, 1887, Napoli
- Paese con animali, 1896-1897, Firenze
- Nel bosco, 1897, Milano
- Tobiolo in viaggio, 1897, Milano

MILANO 1876 Esposizione di Opere di Belle Arti
- 242 Interno della sacrestia di S.Severino Napoli

NAPOLI 1877 Esposizione Nazionale di Belle Arti.
- 956. S. Francesco d'Assisi (tempera) acquistata da Vittorio Emanuele II
- 998 Paesaggio (tempera)
- 1005 Paesaggio (tempera)
- 1016. Campagna presso il vesuvio (tempera)
- 1026. Dopo il tramonto (tempera)

TORINO 1880  IV Esposizione Nazionale di Belle Arti.
- 232. Sull'imbrunire. (Marina di Napoli)
- 232.bis  La marina di Napoli. (Tempera).

ROMA 1883. - Esposizione di. Belle Arti.
- 94. L'Immacolatella a Napoli.
- 43. Campagna nel napoletano. (Tempera sul vetro).

TORINO 1884. - Esposizione Generale Italiana.
- 554. L'arco di S. Eligio nella vecchia Napoli.

FIRENZE. 1896-1897.-Esposizione di Belle Arti. Festa dell'arte e dei fiori.
- 428. Paese con animali.
- 463. L'Immacolatella.

MILANO 1897. -Terza Esposizione Triennale della R. Accademia di Belle Arti di Brera.
- 106 Nel bosco.
- 169 Tobiolo in viaggio.

NAPOLI  Società Promotrice di Belle Arti
- 1863 Paesaggio
- 1864 Paludi presso Napoli, Il viggianese, Una reminiscenza
- 1867 Una domenica al villaggio
- 1869 Paesaggio
- 1870 San Francesco d'Assisi predica agli uccelli
- 1872 Un boschetto, acquistato da Vittorio Emanuele II
- 1874 Vicino al torrente
- 1877 Al declinare del giorno (tempera) acquistato da Vittorio Emanuele II     Mattino (tempera)
- 1881 Sulla riva del mare  acquistato da Umberto I    Campagna (tempera)
- 1882 Sul lago (tempera)
- 1884 Campagna (tempere su tela)
- 1887 Luna nuova (tempera su tela)      Falde vesuviane
- 1890 Paesetto marino
- 1904 Paese